# Strasburgo
Strasburgo (AFI: /straˈzburɡo/; in francese Strasbourg, AFI: [stʁasbuʁ]; in alsaziano Strossburi, [ˈʃtɾʊːsburi]; in tedesco Straßburg; dal latino Strateburgus, lett. "la città delle strade", nome alternativo dell'antica Argentoratum, da cui deriva il nome della città in italiano antico Argentina) è una città della Francia orientale, capoluogo della regione Grande Est (una regione al nord est della Francia) e del dipartimento del Basso Reno, al confine con la Germania sulla riva sinistra del Reno.
Strasburgo oltre ad essere il capoluogo del Grande Est è anche il capoluogo della sede del consiglio regionale del Grande Est. Il nome è tedesco perché in passato il territorio dell'Alsazia fu dominio sia della Francia sia della Germania. La città, i cui abitanti sono chiamati strasburghesi (in tedesco Straßburger, in francese strasbourgeois), fa parte di un agglomerato urbano transfrontaliero di 1 145 000 abitanti che comprende anche la città tedesca di Kehl, con la quale confina.

Strasburgo è sede, con Bruxelles, del Parlamento europeo. Ospita, inoltre, il Consiglio d'Europa. Insieme a Basilea, Ginevra e New York fa parte delle poche città al mondo che sono sede di organizzazioni internazionali di prim'ordine, pur non essendo la capitale di un paese. Vi operano l'Università di Strasburgo, la seconda più importante università francese, e la prestigiosa Scuola Nazionale della Pubblica Amministrazione (ENA) fondata dal presidente De Gaulle.

## Geografia fisica
Attraversata dall'Ill, affluente del fiume Reno, che si divide fino a formare cinque bracci nel rione occidentale (Petite France) del centro storico della città, Strasburgo è composta da quartieri a forte densità abitativa. È situata a un'altitudine media di 140 m sul livello del mare ed è caratterizzata da un contesto fisico pianeggiante, con leggere pendenze solo nel centro della città, culminanti nella zona della cattedrale, abitata fin dall'antichità. 
L'est del territorio comunale è costituito da molte isole, tagliate dai bracci del fiume canalizzato e dai canali del porto autonomo. Il nord-est e il sud-est del comune sono coperti da vaste foreste, residui dell'antica foresta renana. L'abbondanza di corsi d'acqua e l'affiorare della falda freatica contribuiscono a rendere il settore molto sensibile alle inondazioni, la prevenzione delle quali condiziona lo sviluppo urbano.

### Clima
Strasburgo ha un clima semi-continentale. L'inverno è molto freddo con neve anche se il 31 dicembre 2022 si registrò nella città un'anomalia termica senza precedenti; si raggiunse la temperatura massima di 25 °C durante il giorno e allo scoccare di Capodanno a mezzanotte i 18,7 °C. L'estate è calda, ma senza eccessi.
| STRASBURGO         | Mesi | Mesi | Mesi | Mesi | Mesi | Mesi | Mesi | Mesi | Mesi | Mesi | Mesi | Mesi | Stagioni | Stagioni | Stagioni | Stagioni | Anno |
| STRASBURGO         | Gen  | Feb  | Mar  | Apr  | Mag  | Giu  | Lug  | Ago  | Set  | Ott  | Nov  | Dic  | Inv      | Pri      | Est      | Aut      | Anno |
| ------------------ | ---- | ---- | ---- | ---- | ---- | ---- | ---- | ---- | ---- | ---- | ---- | ---- | -------- | -------- | -------- | -------- | ---- |
| T. max. media (°C) | 4,2  | 4,2  | 10,3 | 15,7 | 18,8 | 22,6 | 24,3 | 24,6 | 20,3 | 15,3 | 8,7  | 4,5  | 4,3      | 14,9     | 23,8     | 14,8     | 14,5 |
| T. min. media (°C) | −1,2 | −1,6 | 2,8  | 5,5  | 8,6  | 11,2 | 15,3 | 15,7 | 10,5 | 7,6  | 3,2  | −1,1 | −1,3     | 5,6      | 14,1     | 7,1      | 6,4  |

## Storia

### Origini
Il sito su cui sorge Strasburgo fu inizialmente occupato dall'accampamento militare romano di Argentoratae (da cui il primo nome latino della città, Argentoratum) dopo le campagne di Germanico del 14-16, all'interno della provincia di Germania superiore. A partire dal IV secolo Strasburgo fu sede di un vescovato.
Presso le sue porte fu combattuta la battaglia del 357 tra gli Alemanni e l'imperatore Giuliano, il quale riuscì a respingerli, facendo prigioniero il loro re Cnodomario. Pochi anni più tardi, nel 361, Giuliano diventava imperatore romano. Il 2 gennaio 366, approfittando della superficie ghiacciata del Reno, fu sferrato un nuovo attacco, e all'inizio del V secolo gli Alemanni si insediarono nell'area dell'odierna Alsazia e in una grande parte dell'attuale Svizzera.
Nel corso del V secolo la città passò dal dominio degli Alemanni a quello degli Unni e poi dei Franchi; nell'842 vi venne siglato il giuramento di Strasburgo.

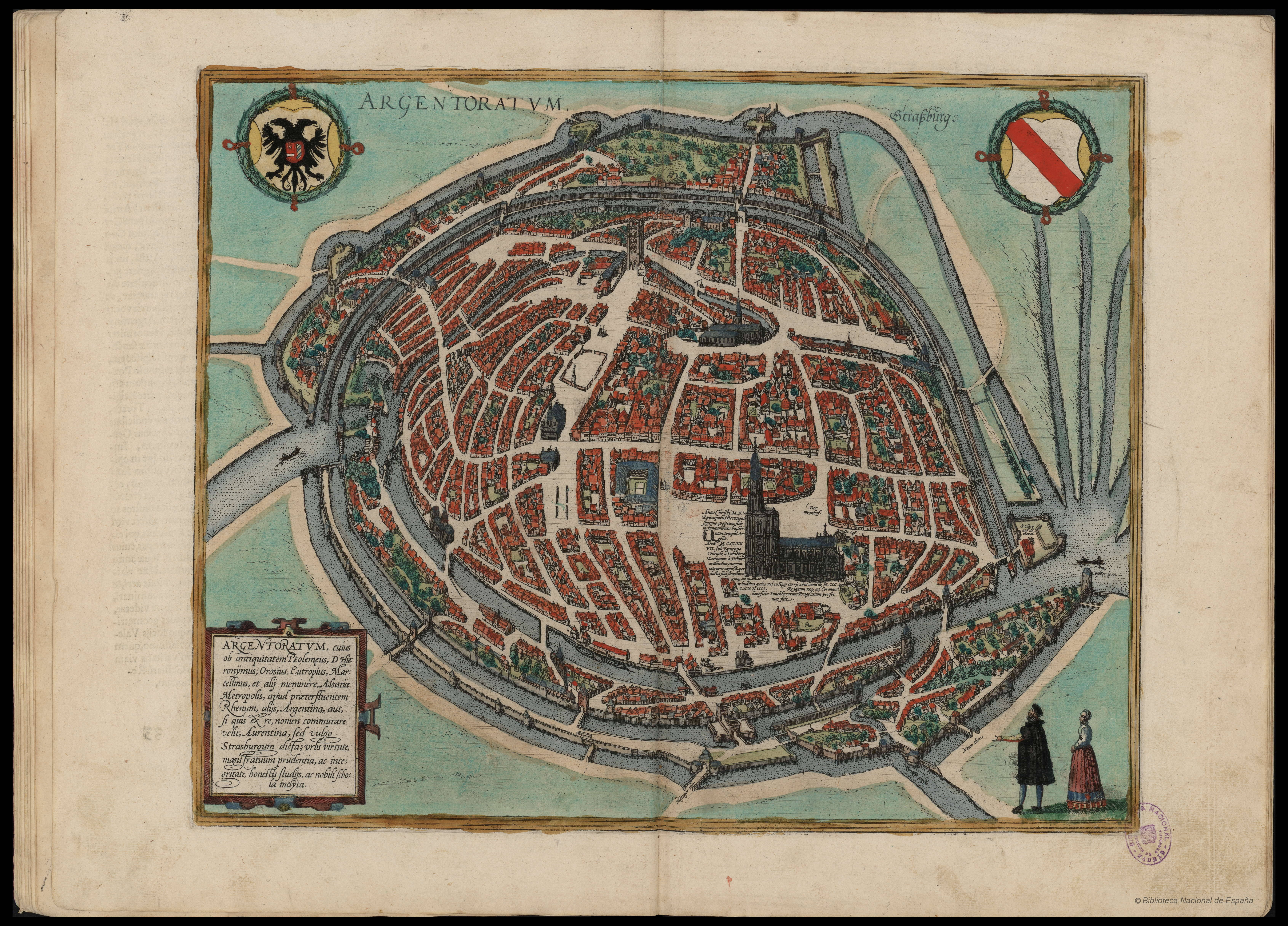
Strasburgo nel 1521

### Medioevo
Grande centro di scambi commerciali nel tardo medioevo, nel 1262 diventò una città libera dell'Impero. Negli anni successivi al 1520 la città fece propria la dottrina religiosa di Martin Lutero, i cui seguaci nel secolo successivo fondarono a Strasburgo una loro università. Presumibilmente Strasburgo è la città citata come "Argentina" da Sarpi nella Storia del concilio tridentino.

### Storia moderna
La Francia annetté Strasburgo nel 1681, sotto il regno di Luigi XIV, e la conquista viene ratificata dal trattato di Ryswick nel 1697. La politica di intolleranza religiosa verso i protestanti adottata in Francia con l'editto di Fontainebleau non poté essere applicata a Strasburgo. Questa relativa tolleranza, unita alla crescita dell'industria e del commercio, portò la popolazione cittadina a triplicare fino ad arrivare a 150.000 abitanti.
L'inno nazionale francese Canto per l'Esercito del Reno, conosciuto come "La Marsigliese", venne composto a Strasburgo il 25 aprile 1792 da Claude Joseph Rouget de Lisle durante una cena organizzata dal sindaco, Philippe-Frédéric de Dietrich.

### Storia contemporanea
Nel 1870, durante la guerra franco-prussiana, Strasburgo subì un duro assedio dei prussiani che si protrasse per più di un mese. Il 15 settembre la guarnigione francese dovette alzare bandiera bianca e abbandonare la città.
Dopo la battaglia di Sedan del 1870, cui seguì la sconfitta francese e la firma del trattato di Francoforte nel 1871, la città tornò a far parte del Reichsland di Alsazia-Lorena dell'impero tedesco guidato da Otto von Bismarck. L'avvenimento fece nascere nei francesi il sentimento del revanscismo.
Strasburgo divenne nuovamente francese dopo la prima guerra mondiale, con la sigla nel 1919 del trattato di Versailles. Fu occupata dai tedeschi dal 1940 al 1945. Durante la guerra la monumentale sinagoga Quai Kléber di Strasburgo venne distrutta dai nazisti.
La linea del fronte tra Francia e Germania che nei secoli ha attraversato Strasburgo e la sua regione ha diviso anche le comunità e le famiglie, spesso trovatesi su fronti opposti nei diversi conflitti. Per questo il monumento cittadino ai caduti di tutte le guerre raffigura una madre che regge i corpi di due figli volutamente nudi, cioè privi di qualsiasi divisa o insegna riconducibile a una particolare fazione.
Nel 1949 Strasburgo fu scelta come sede del Consiglio d'Europa, mentre dal 1952 è sede del parlamento europeo.
L'11 dicembre 2018 la zona del Christkindelsmärik, a breve distanza dalla sede del parlamento europeo, è stata teatro di un grave  attentato terroristico.

## Monumenti e luoghi d'interesse

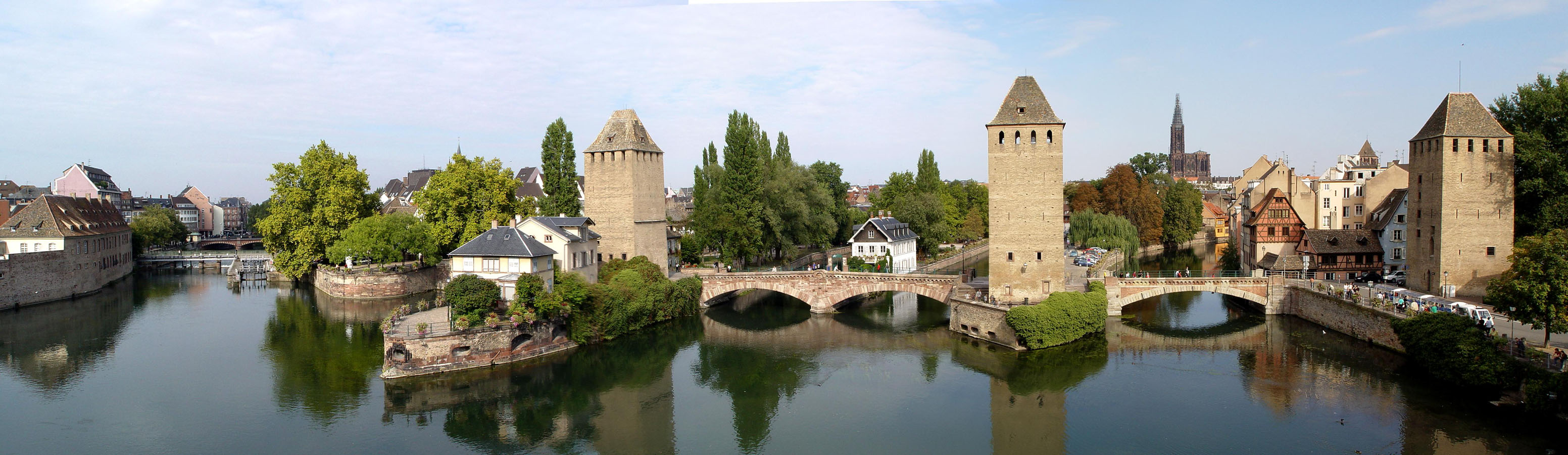
Ponti coperti visti dalla terrazza panoramica

Il luogo più famoso della città è costituito dal suo centro storico, noto con il nome di Grande Île, inserito nel 1988 nell'elenco dei Patrimoni dell'umanità dell'UNESCO. Nel 2017 il sito tutelato dall'Unesco è stato esteso anche alla Neustadt, costruita durante il periodo di governo tedesco (1871-1914).

### Edifici religiosi

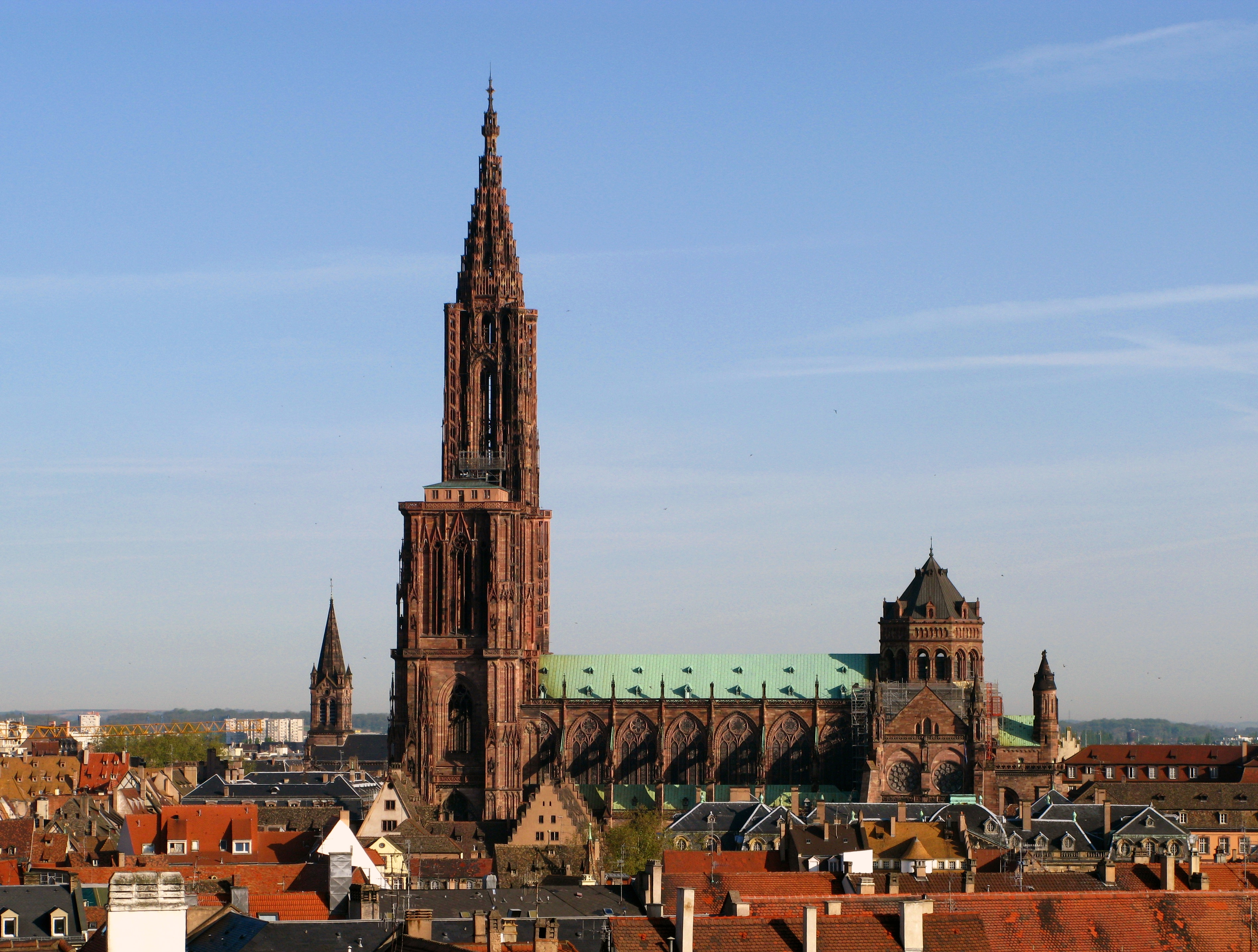
La cattedrale di Nostra Signora di Strasburgo

- Cattedrale di Notre-Dame di stile gotico è il massimo monumento della città. Costruita fra 1176 e 1439, ha una slanciatissima torre la cui guglia culmina a un'altezza di ben 142 metri; dal 1647 al 1874 fu l'edificio più alto del mondo. La cattedrale conserva un pregevole organo monumentale e l'orologio astronomico, monumento d'arte e di meccanica, che ha assunto le forme attuali nel corso di diversi secoli. È in grado di riprodurre la precessione degli equinozi. Venne restaurato da Jean Baptiste Schwilgué (1776-1856).
- Il Temple Neuf, sede della più antica chiesa protestante della città.
- Chiesa di Saint-Pierre-le-Vieux, formata da due edifici comunicanti, uno dedicato al culto cattolico, l'altro a quello protestante.
- Chiesa di Saint-Jean, chiesa cattolica del 1477, classificata monumento storico francese.
- Chiesa cattolica di Saint-Pierre-le-Jeune, un edificio in stile neo-romanico.
- Chiesa protestante di Saint-Pierre-le-Jeune, edificio gotico del XIII-XIV secoli.
- Chiesa di Saint-Thomas, chiesa protestante luterana gotica terminata nel 1521.
- Chiesa di Saint-Guillaume, chiesa protestante luterana, nel Medioevo luogo di culto dei battellieri fluviali.
- Chiesa di Saint-Paul, chiesa protestante riformata, costruita in stile neogotico negli anni in cui Strasburgo appartenne al Secondo Reich.
- Il Temple du Bouclier, chiesa protestante del centro storico.

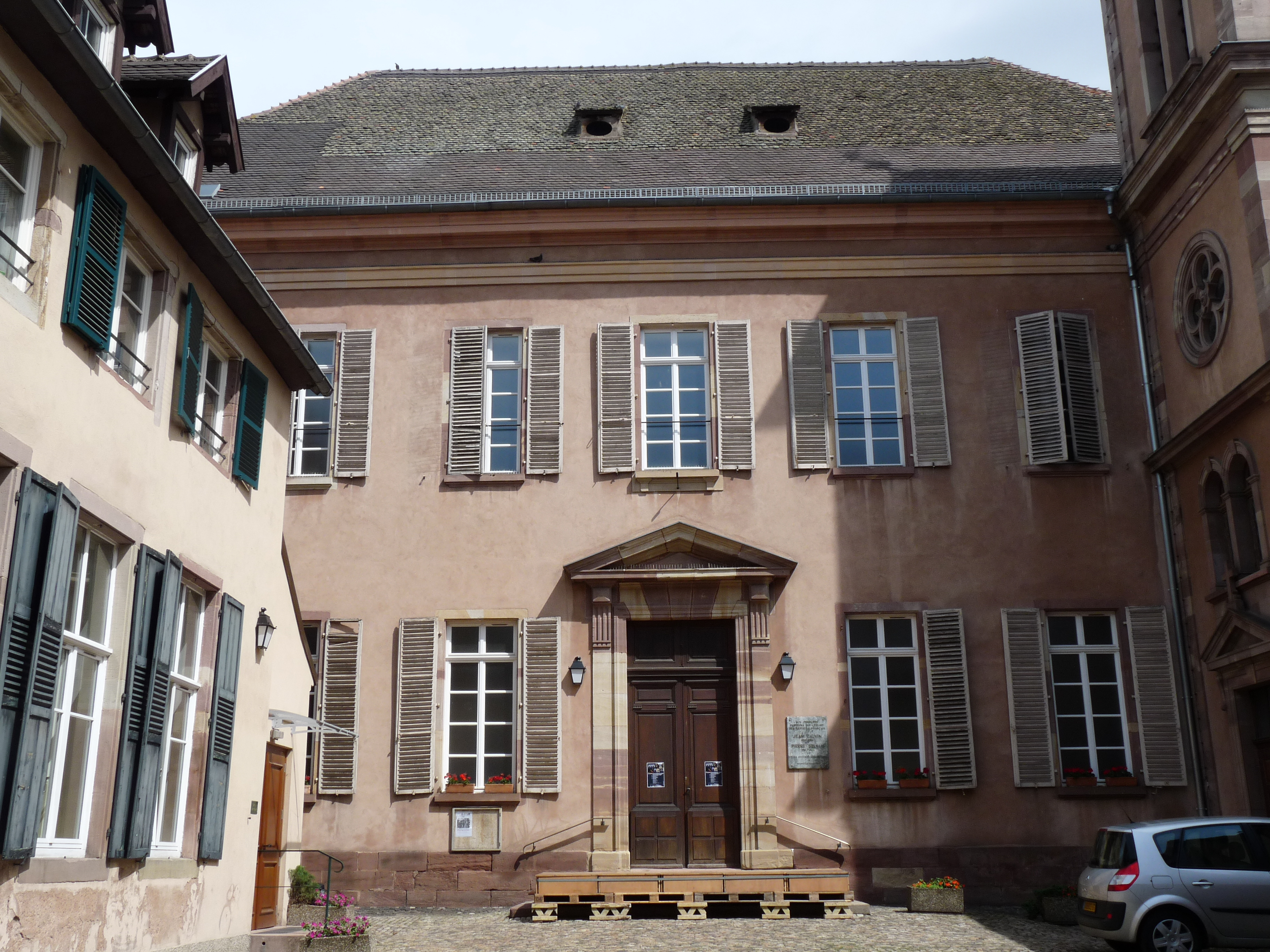
Il Temple du Bouclier è il tempio della più antica Chiesa Riformata della città.

### Edifici civili

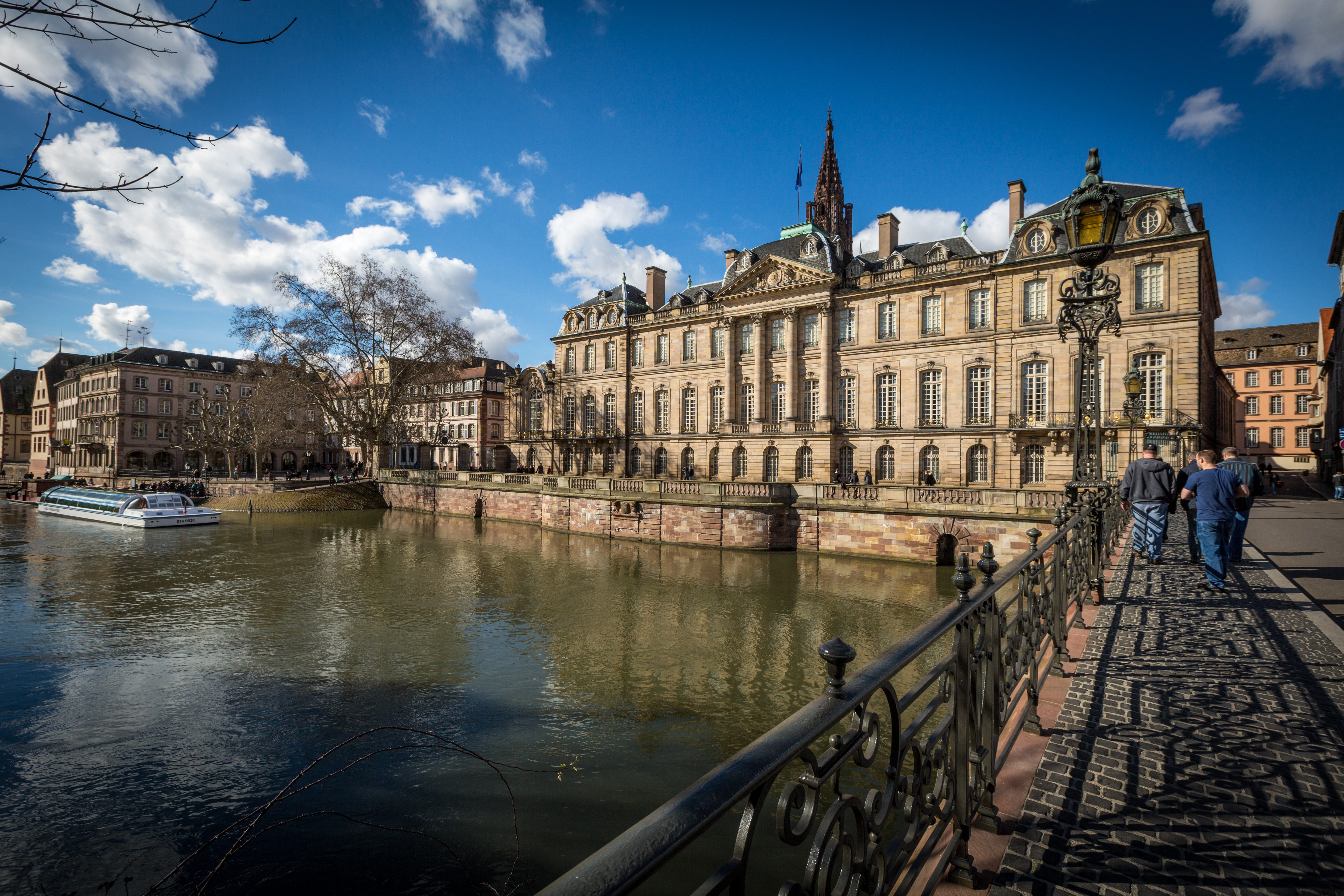
Il palazzo dei Rohan

- Il palazzo dei Rohan, grandiosa residenza barocca dei principi-vescovi, opera di Robert de Cotte.
- Neue Bau, palazzo rinascimentale sede della Camera di commercio, in piazza Gutenberg.
- L'Hôtel de Hanau, oggi sede del municipio di Strasburgo.
- I Ponti coperti, fortificazioni medievali a monte dell'Ill.
- Petite France, quartiere dall'architettura pittoresca.
- Casa Kammerzell, splendido edificio rinascimentale del XV secolo realizzato a graticci. Sorge sulla piazza della cattedrale.
- Antiche fortificazioni originarie del XIII secolo, modificate da Vauban nel XVIII secolo.
- L'Aubette (1765-1778) di Jacques-François Blondel.
- Il palais du Rhin.
- Barrage Vauban, opera difensiva e ponte sul fiume Ill.
- Antica dogana, edificio del XIV secolo nella zona di Petite France.
- Maison des tanneurs, antica casa a graticcio nel quartiere della Petite France.
- Hôtel des Deux-Ponts, sede del governatore militare.
- Hôtel de Klinglin, del prefetto.
- Villa Schützenberger
- Hôtel Brion

### Altri edifici

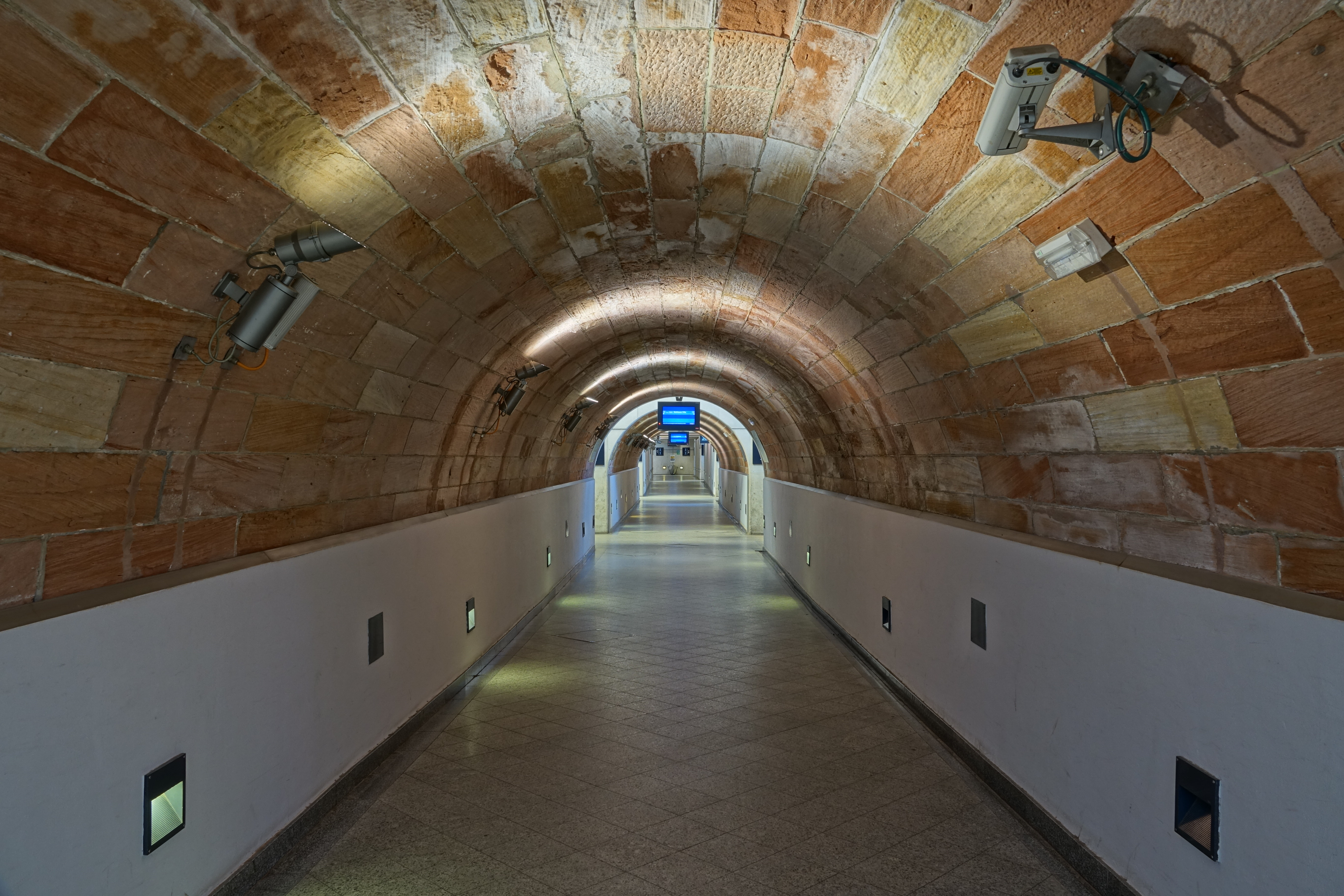
Corridoio Nord della Stazione di Strasburgo

- Palazzo dell'Università (1884) di Otto Warth.
- L'edificio Gallia.
- La stazione di Strasburgo (1846).
- Città giardino dello Stockfeld, inizi del XX secolo.
- Terminal del tram a Hœnheim inaugurato nel 2001 (architetto Zaha Hadid).
- Opéra di Strasburgo.
- Conservatorio di Strasburgo.

### Nelquartier européen
- Palazzo d'Europa (Palais de l'Europe), sede del Consiglio d'Europa, inaugurato nel 1977, di Henry Bernard[8].
- Edificio Louise Weiss, la nuova sede del Parlamento europeo che ha sostituito il Palazzo d'Europa.
- Corte europea dei diritti umani.
- chiesa di San Paolo (Église Saint-Paul), una chiesa protestante in stile neogotico del XIX secolo.
- Palais de la musique et des congrès, auditorium e centro congressi.

## Lingue e dialetti
La lingua storica di Strasburgo, come in gran parte della regione, è il dialetto alsaziano, variante del tedesco alemanno, parzialmente del francone renano e del francone settentrionale, influenzato dal francese. Oggi è parlato quasi esclusivamente dalle vecchie generazioni; tuttavia in buona parte delle vie del centro storico è installata una segnaletica bilingue, come anche, per esempio, a Colmar o Mulhouse. Durante una visita alla città nel novembre 1988 Giovanni Paolo II si rivolse alla popolazione in alsaziano.

## Cultura

### Università
- Università di Strasburgo.

### Biblioteche
- Biblioteca nazionale e universitaria di Strasburgo.

### Musei
- Museo dell'Opera di Notre-Dame di Strasburgo.
  - Dubbio di Giuseppe, 1440 circa.
- Museo di Belle Arti (Musée des Beaux-Arts), nel Palazzo dei Rohan.
- Musée historique de Strasbourg, museo storico della città di Strasburgo.
- Gabinetto delle stampe e dei disegni.
- Museo zoologico della città di Strasburgo.
- Museo delle arti decorative.
- Museo di arte moderna e contemporanea.
- Le Vaisseau, spazio di scoperta scientifica.

### Altre istituzioni culturali
L'Osservatorio astronomico di Strasburgo fu fondato nel 1881.

### Media
Strasburgo è la sede sociale del canale televisivo franco-tedesco Arte.

## Amministrazione
Il territorio cittadino conta più del 60% della popolazione della comunità urbana di Strasburgo, che ha in totale 451 000 abitanti su 306 km². Fra il 1990 e il 1999 la popolazione è aumentata del 6,5%. La popolazione attiva è di 213 000 abitanti.
Un progetto di distretto europeo fra Germania e Francia (Eurodistrict) dovrebbe portare ad un'amministrazione comune degli 860 000 residenti dell'agglomerazione di Strasburgo e dell'Ortenau.

### Cantoni
Fino al 2014 i confini del comune di Strasburgo coincidevano con quelli dell'arrondissement di Strasburgo-Città, suddiviso in dieci cantoni.
A seguito della riforma approvata con decreto del 18 febbraio 2014, attuata dopo le elezioni dipartimentali del 2015, sono stati acquisiti alcuni cantoni dell'Arrondissement di Strasburgo-Campagna, mentre altri sono stati accorpati. La nuova suddivisione, rinominata arrondissement di Strasburgo, conta ora undici cantoni, di cui sei rientrano esclusivamente nel territorio della città di Strasburgo:
- Cantone di Strasburgo-1
- Cantone di Strasburgo-2
- Cantone di Strasburgo-3
- Cantone di Strasburgo-4
- Cantone di Strasburgo-5
- Cantone di Strasburgo-6

### Quartieri

Mappa dei quartieri di Strasburgo

La città è suddivisa in 15 quindici quartieri amministrativi:
1. Bourse - Esplanade - Krutenau
2. Centre-ville
3. Gare - Tribunal
4. Orangerie - Conseil des XV
5. Cronenbourg
6. Hautepierre - Poteries
7. Koenigshoffen
8. Montagne Verte
9. Elsau
10. Meinau
11. Neudorf - Musau
12. Port du Rhin
13. Neuhof 1
14. Neuhof 2
15. Robertsau - Wacken (fra cui il quartier européen)

### Istituzioni e organismi internazionali
Anche per la sua identità biculturale, Strasburgo è sede di importanti istituzioni e organismi internazionali quali il Parlamento dell'Unione europea (insieme a Bruxelles e Lussemburgo), il Consiglio d'Europa e la Corte europea dei diritti dell'uomo. La città ospita anche il comando dell'Eurocorps, il centro informatico di Europol e la farmacopea europea.

### Sindaci
Alcuni sindaci della città:
- Jeanne Barseghian (2020-)
- Roland Ries (2008 - 2020)
- Fabienne Keller (2001 - 2008) - UDF, poi UMP
- Catherine Trautmann (1989-2001) - PS
- Marcel Rudloff (1983-1989) - UDF / CDS
- Pierre Pflimlin (1959-1983) - MRP, poi UDF / CDS
- Charles Émile Altorffer (1955-1959) - RPF
- Charles Frey (1935-1955)

L'attuale sindaco è Jeanne Barseghian, del partito EÉlV.

### Gemellaggi
La città di Strasburgo è gemellata con:
- Boston, dal 1960
- Leicester, dal 1960
- Stoccarda, dal 1962
- Dresda, dal 1990
- Ramat Gan, dal 1991

#### Cooperazioni
La città di Strasburgo partecipa a progetti di cooperazione internazionale con:
- Jacmel, dal 1996 (cooperazione decentralizzata)
- Velikij Novgorod, dal 1997 (cooperazione decentralizzata) (patrimonio e organizzazione amministrativa)
- Fès (cooperazione decentralizzata)
- Polonia

## Infrastrutture e trasporti
Strasburgo è dotata di una rete tranviaria costituita da sei linee, l'asse portante del trasporto pubblico locale, a cui si aggiunge una rete di ventitré linee bus.
La rete tranviaria è dotata di parcheggi scambiatori.

## Società

### Evoluzione demografica
Abitanti censiti
Fonti: █ INSEE █ fr.wiki

## Stemma

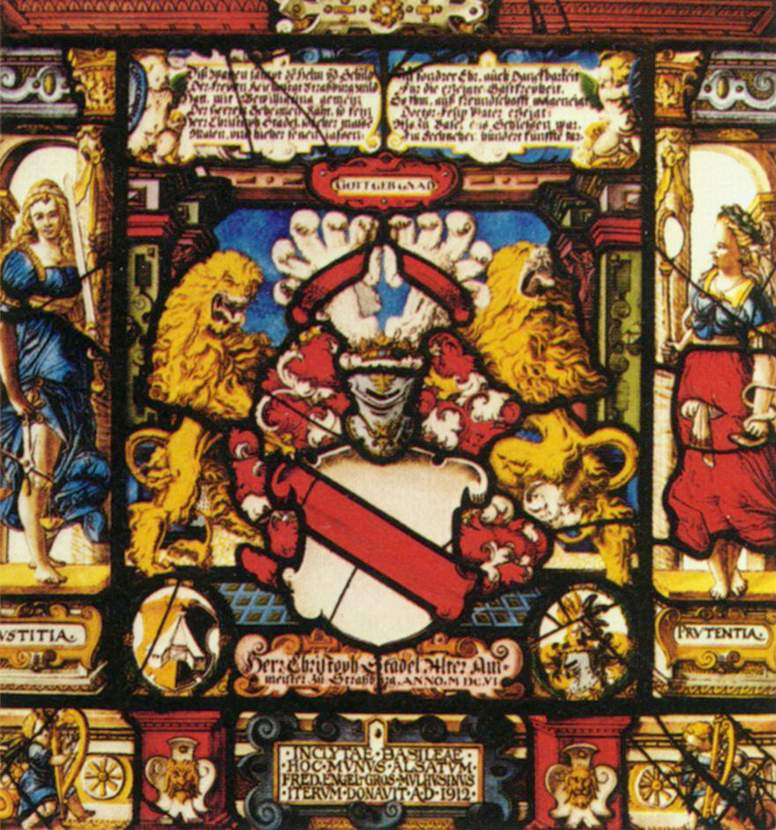
Lo stemma cittadino in una miniatura conservata a Basilea

Lo stemma con una banda trasversale rossa su campo bianco è il risultato dell'inversione cromatica del blasone del vescovo della città. Ciò si deve alla rivolta dei cittadini strasburghesi nel Medioevo contro l'autorità ecclesiastica (similmente a quanto accadde a Basilea) per affermare la loro indipendenza dal prelato che conservò l'autorità solo sulle campagne circostanti.

## Sport
Il 15 maggio 2002 la quarta tappa del Giro d'Italia 2002 si è conclusa a Strasburgo con la vittoria dell'australiano Robbie McEwen.

### Società sportive
- Racing Club de Strasbourg (Calcio)
- Strasbourg IG (Basket)

## Istruzione
- École nationale supérieure d'informatique pour l'industrie et l'entreprise
- École pour l'informatique et les nouvelles technologies
- École pour l'informatique et les techniques avancées
- EM Strasbourg Business School
- Institut supérieur européen de gestion group
- Institut national des études territoriales
- Web@cademie

## Galleria d'immagini

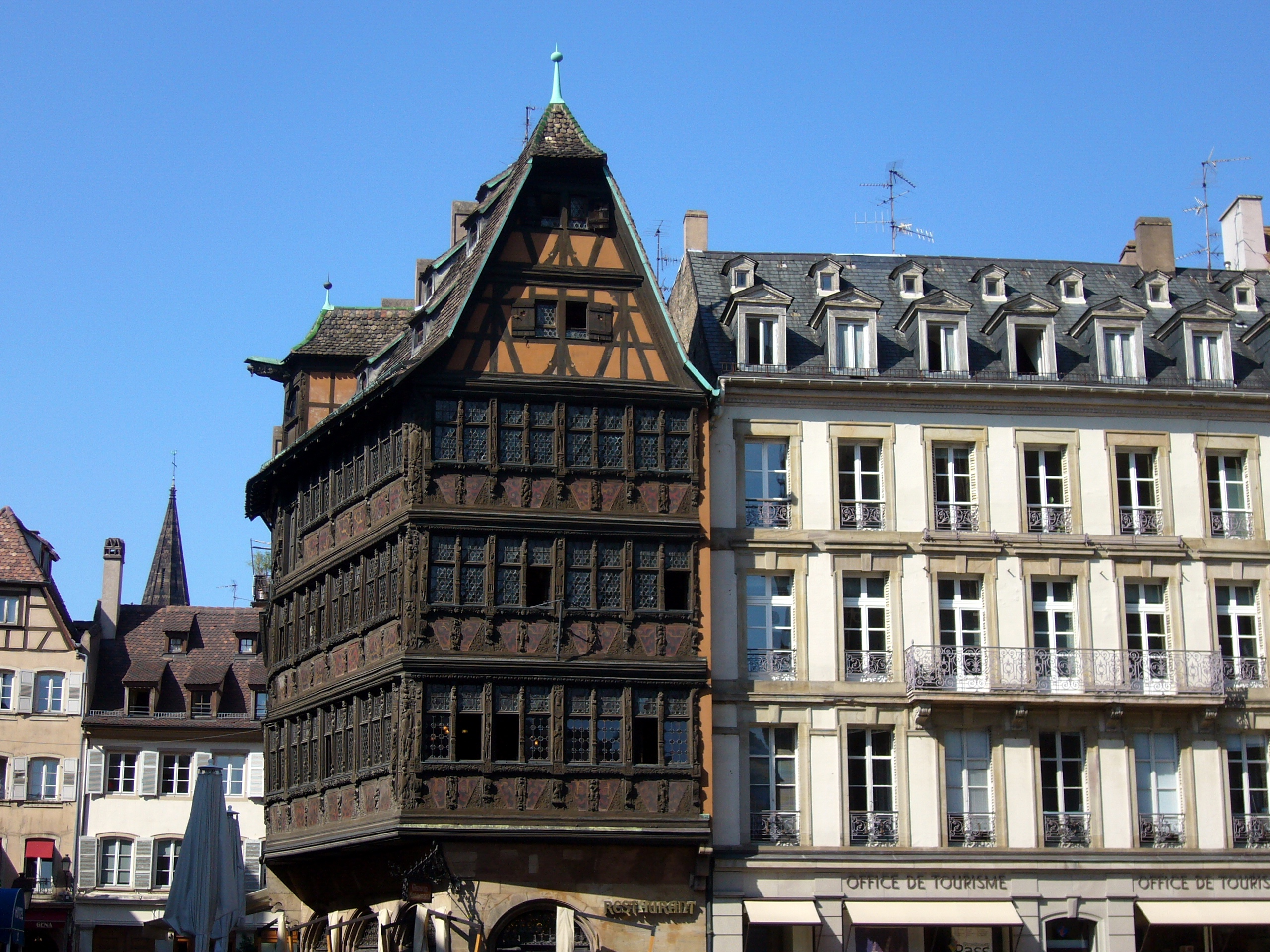
la Maison Kammerzell
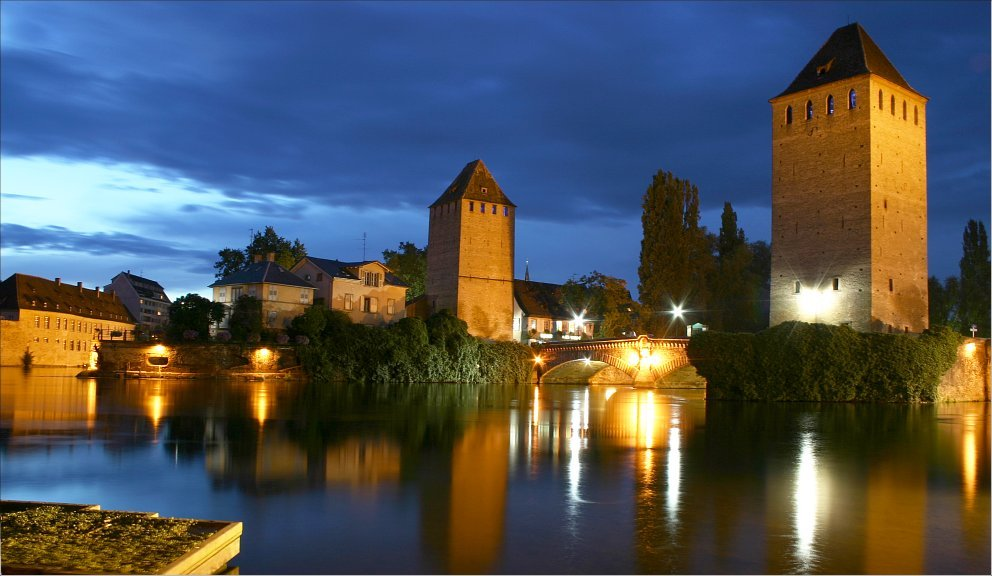
La Petite France
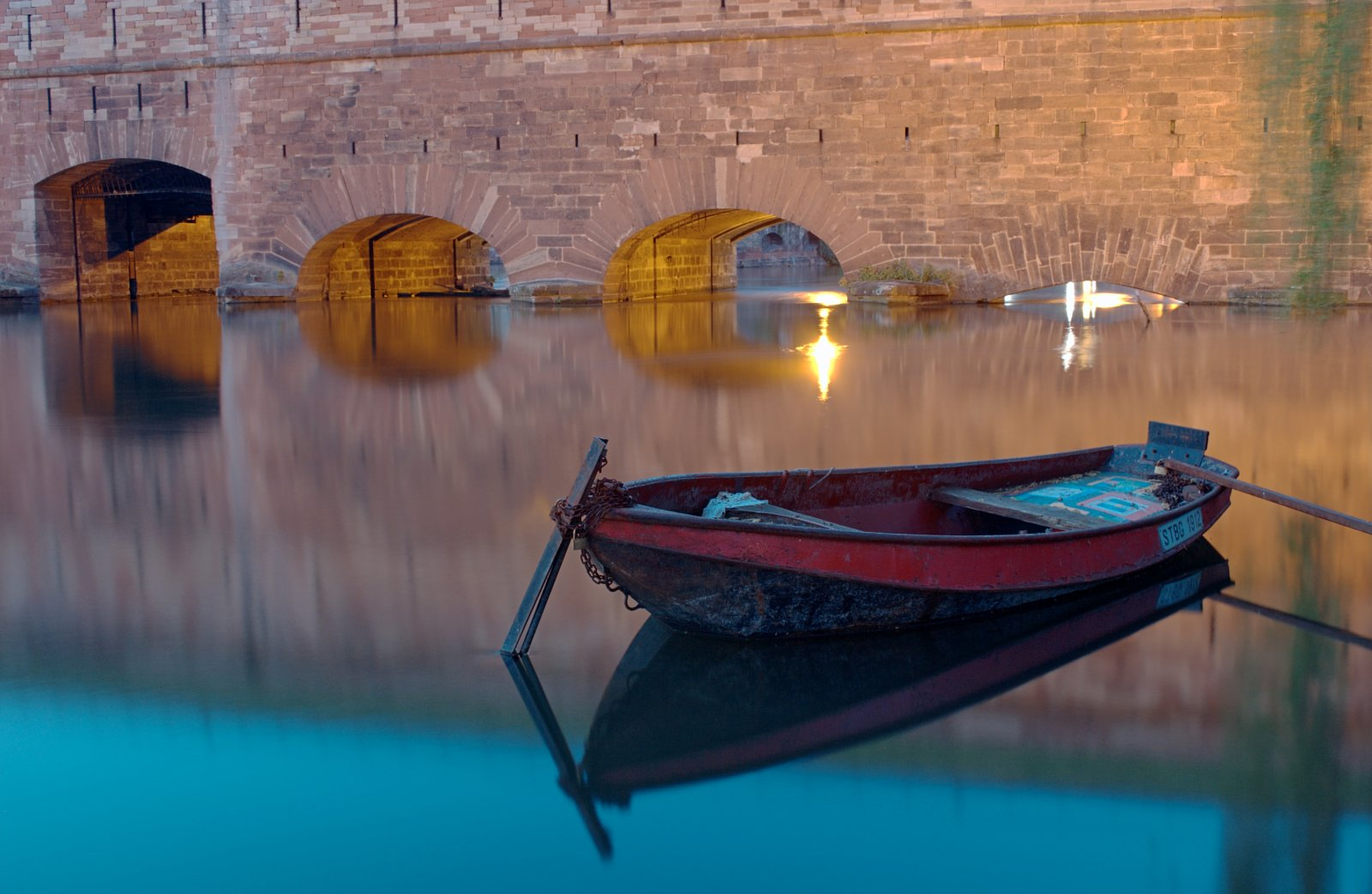
Una barca sui canali dell'Ill
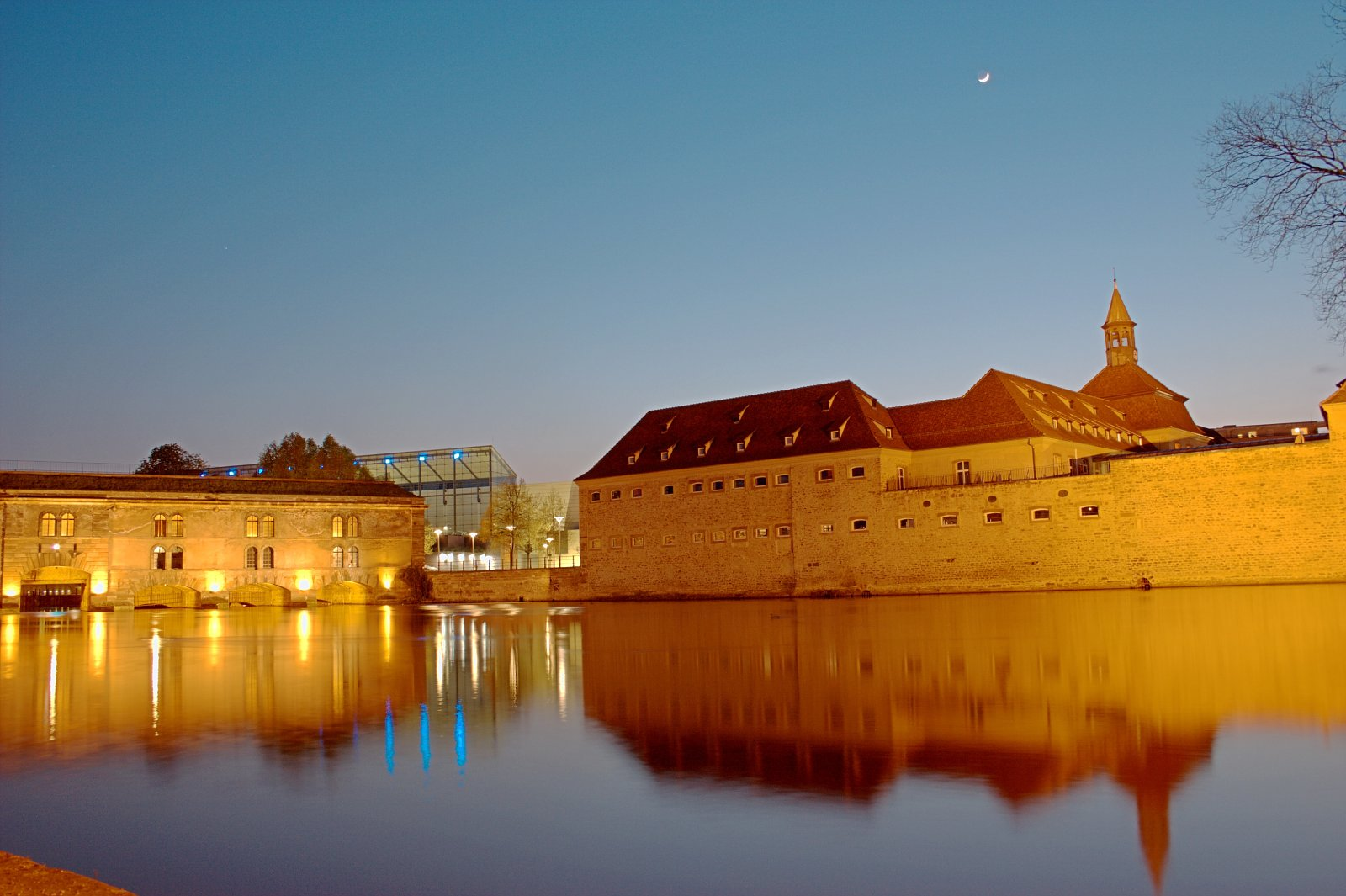
L'ENA dal fiume
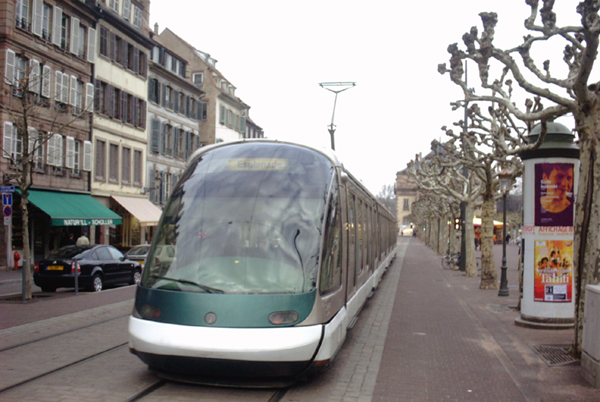
Il tram della città
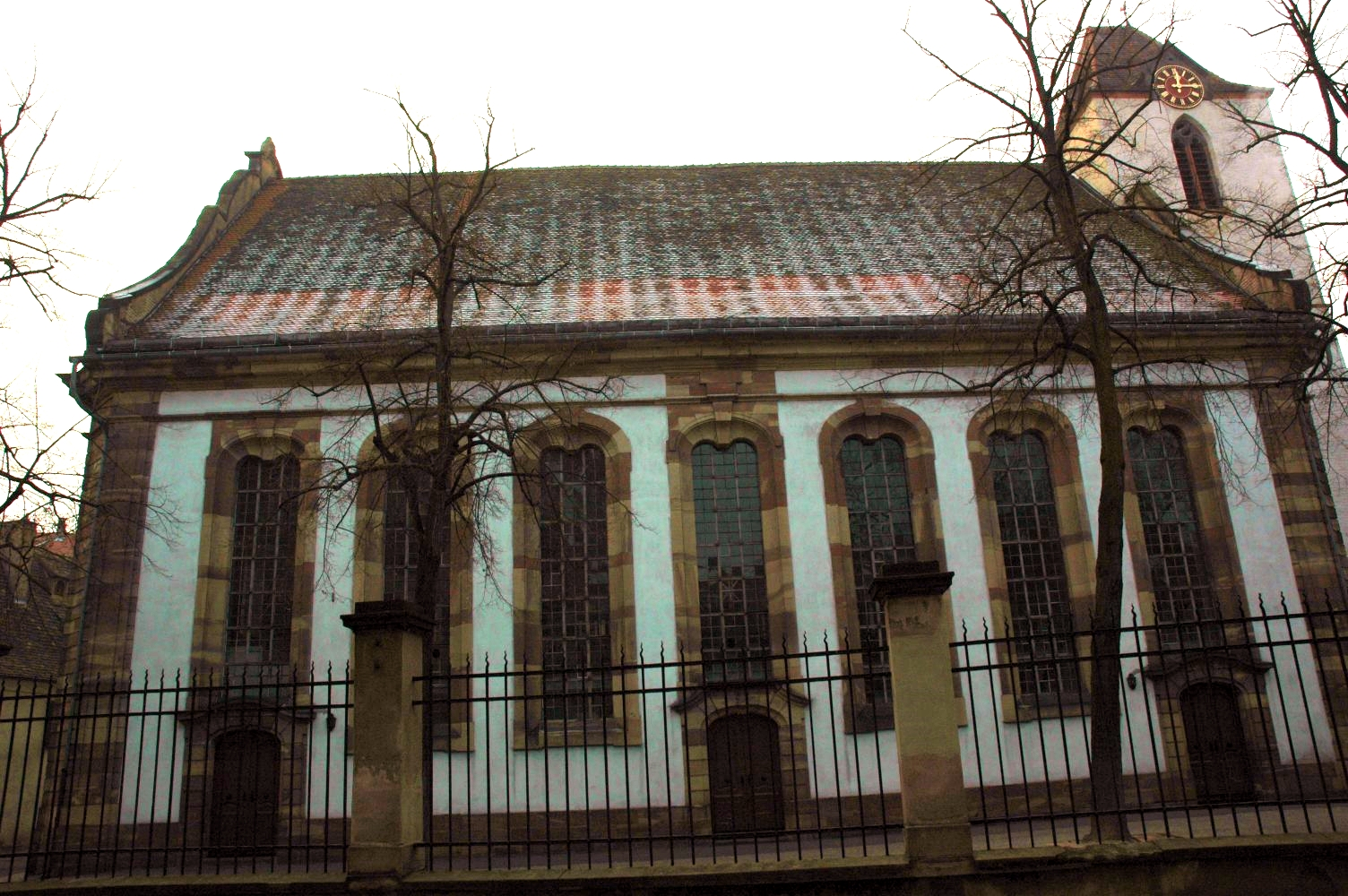
Chiesa di Sant'Aurelia
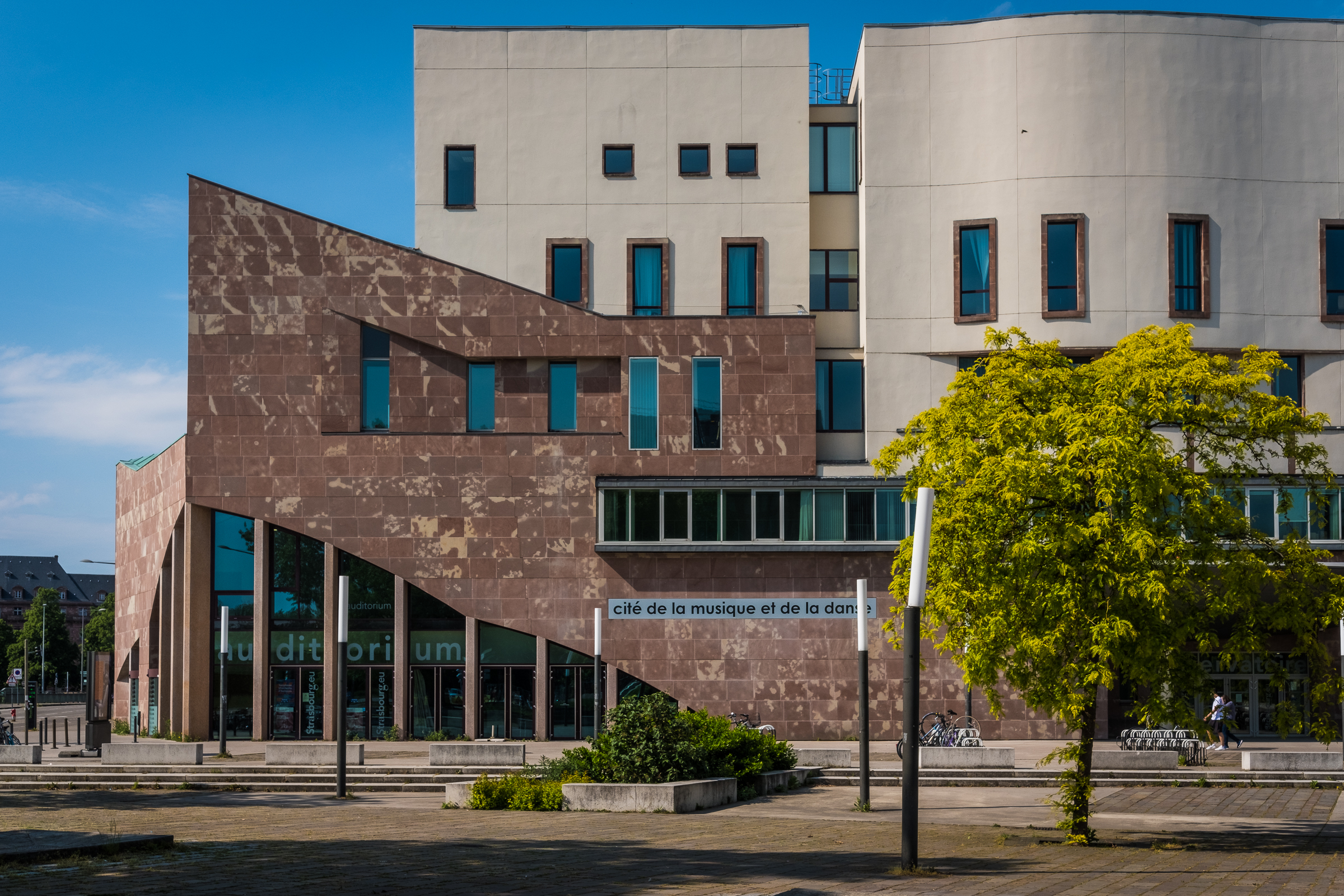
Conservatorio di Strasburgo